# 영창 (동진)
영창(永昌)은 중국 동진(東晉) 원제(元帝)의 두 번째 연호이다. 322년에서 323년 2월까지 1년 2개월 동안 사용하였다. 322년 윤11월에 원제의 뒤를 이어 즉위한 명제(明帝)가 남은 4개월 동안 이어서 사용하였으며 323년 2월에 개원하였다.
같은 시기에 사용된 다른 연호로는 성한(成漢)에서 사용한 옥형(玉衡 : 311년 ~ 334년), 전조(前趙)에서 사용한 광초(光初 : 318년 ~ 329년), 전량(前凉)에서 사용한 건흥(建興 : 313년 ~ 361년)이 있다.

## 개원
영창(永昌) 원년 1월 1일(322년 2월 3일)에 연호를 영창(永昌)으로 개원함.

## 연대대조표
| 영창                | 원년            | 2년        |
| 서력                | 322년           | 323년      |
| 육십간지 (六十干支) | 임오(壬午)      | 계미(癸未) |
| 성한 (成漢)         | 옥형(玉衡) 12년 | 13년       |
| 전조 (前趙)         | 광초(光初) 5년  | 6년        |
| 전량 (前凉)         | 건흥(建興) 10년 | 11년       |

## 삭일(1일)
| 영창 원년 (322년) | 1월             | 2월             | 3월             | 4월             | 5월             | 6월             | 7월             | 8월             | 9월             | 10월            | 11월            | 윤11월          | 12월            |
| ----------------- | --------------- | --------------- | --------------- | --------------- | --------------- | --------------- | --------------- | --------------- | --------------- | --------------- | --------------- | --------------- | --------------- |
| 삭일(음력)        | 을묘일 (乙卯日) | 을유일 (乙酉日) | 갑인일 (甲寅日) | 갑신일 (甲申日) | 계축일 (癸丑日) | 계미일 (癸未日) | 임자일 (壬子日) | 임오일 (壬午日) | 신해일 (辛亥日) | 신사일 (辛巳日) | 경술일 (庚戌日) | 경진일 (庚辰日) | 기유일 (己酉日) |
| 율리우스력        | 322년 2월 3일   | 3월 5일         | 4월 3일         | 5월 3일         | 6월 1일         | 7월 1일         | 7월 30일        | 8월 29일        | 9월 27일        | 10월 27일       | 11월 25일       | 12월 25일       | 323년 1월 23일  |
| 영창 2년 (323년)  | 1월             | 2월             | 3월             | 4월             | 5월             | 6월             | 7월             | 8월             | 9월             | 10월            | 11월            | 12월            |                 |
| 삭일(음력)        | 기묘일 (己卯日) | 기유일 (己酉日) | 무인일 (戊寅日) | 무신일 (戊申日) | 정축일 (丁丑日) | 정미일 (丁未日) | 병자일 (丙子日) | 병오일 (丙午日) | 을해일 (乙亥日) | 을사일 (乙巳日) | 갑술일 (甲戌日) | 갑진일 (甲辰日) |                 |
| 율리우스력        | 323년 2월 22일  | 3월 24일        | 4월 22일        | 5월 22일        | 6월 20일        | 7월 20일        | 8월 18일        | 9월 17일        | 10월 16일       | 11월 15일       | 12월 14일       | 324년 1월 13일  |                 |

## 같이 보기
- 다른 왕조의 같은 연호
  - 당(唐) 영창(689년)

- 중국의 연호